# Attacus atlas
Atlas attacus este cea mai mare molie din familia Saturniidae. Anvergura aripilor celui mai mare individ descris până în 2010 măsoară 262 mm, iar suprafața lor este de 400 cm2. În comparație, cel mai mare lepidopter, Thysania agrippina, are o anvergură de 270 – 280 mm. Culoarea aripilor moliei prezintă diferite nunațe de maro, cu câteva pete albe, de regulă circulare sau triunghiulare. Dimorfismul sexual se manifestă prin dimensiunile mai mici ale masculilor, cât și prin forma conică a aripilor.

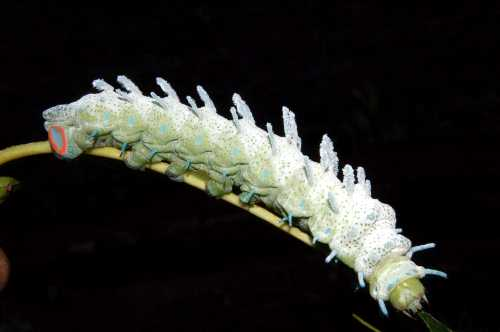
Larvă

În perioada de împerechere femela emană feromoni care pot atrage masculii de la distanțe de câțiva km. După acuplare, femela depune ouăle pe partea inferioară a frunzelor, deseori pe frunzele de citrice. Perioada de incubație durează de la 8 la 14 zile și este influențată de condițiile externe. Corpul larvelor este acoperit cu o substanță ceroasă de culoare albă. Când atinge o lungime de 115 mm, larva se transformă în cocon, iar peste 4 săptămâni apare individul matur.
Specia este răspândită din Asia de Sud până în Indonezia.